# Грађани за европски развој Бугарске
Грађани за европски развој Бугарске (буг. Граждани за европейско развитие на България, скраћено ГЕРБ што на бугарском значи "грб") је политичка странка десног центра у Бугарској основана 2006. године, а која се на власти налази од 2009. године.
Њен вођа и оснивач је Бојко Борисов, бивши радник МУП-а Бугарске, бивши телохранитељ Тодора Живкова и цара Симеона II и бивши градоначелник Софије (2005.-2009), који од 2009. врши дужност премијера. Године 2011. је њен кандидат Росен Плевнелијев изабран за председника државе. Политичка странка ГЕРБ је члан Европске народне партије.